# عزیزالله رجب‌زاده
عزیزالله رجب‌زاده (زاده ۱۳۳۵ تهران) سرتیپ پاسدار فرماندهی انتظامی جمهوری اسلامی ایران است، که پیش‌تر فرماندهی یگان ویژه ناجا را برعهده داشت. 
رجب‌زاده فعالیت نظامی را از سال ۱۳۵۷ در کمیته انقلاب اسلامی آغاز کرد. وی در فاصله سالهای ۱۳۸۴ تا ۱۳۸۷ رئیس پلیس پیشگیری ناجا بود، از ۱۳۸۷ تا ۱۳۸۸ به‌عنوان فرمانده انتظامی تهران بزرگ فعالیت می‌کرد و از ۱۳۸۸ تا ۱۳۹۲ نیز ریاست سازمان پیشگیری و مدیریت بحران شهر تهران را برعهده داشت. در آوریل ۲۰۱۱ وی به دلیل نقشی که در نقض گسترده و شدید حقوق شهروندان ایرانی داشته، توسط اتحادیه اروپا تحریم شد.

## فعالیت‌ها

### فرمانده نیروی انتظامی تهران بزرگ
عزیزالله رجب‌زاده در جریان اعتراضات مردم ایران به نتایج انتخابات ریاست جمهوری (۱۳۸۸)، در تهران فرماندهی نیروهای پلیس در برخورد با معترضان به نتیجه انتخابات را بر عهده داشت. عزیزالله رجب زاده دربارهٔ این اعتراضات گفته بود که نیروی انتظامی به رضایت افرادی که او «آشوبگر» خوانده احتیاجی ندارد.
عزیزالله رجب زاده، در اسفند ماه ۱۳۸۸ با اشاره به تجمع‌های اعتراضی برگزار شده پس از انتخابات، یکی از نقاط مثبت فعالیت پلیس را در آن دانست که در ۲۵ خرداد تعداد تجمع‌ها در پایتخت به ۱۱ مورد «تعدیل» شده‌است.
۲۵ خرداد، روزی بود که در آن یکی از بزرگترین تجمعات اعتراضی مخالفان دولت برگزار شد و بعدها محمدباقر قالیباف، شهردار تهران، اعلام کرد که طبق برآورد شهرداری تعداد شرکت کنندگان در آن تجمع حدود سه میلیون نفر بوده‌است.
سرتیپ رجب زاده با بیان اینکه فرماندهی امنیتی تهران از ۲۶ خرداد بر عهده قرارگاه ثارالله سپاه پاسداران بوده، افزود: «در ابتدا بنا بود بخشی از توان پلیس در اختیار قرارگاه ثارالله قرار گیرد که با توجه به دستور فرمانده نیروی انتظامی تمام توان پلیس در اختیار قرارگاه ثارالله قرار گرفت.»
در پی تظاهرات جنبش سبز در تاسوعا و عاشورای ۱۳۸۸ در تهران، یکی از نمایندگان هوادار دولت، بدون ذکر جزئیات بیشتر، از بازجویی دو و نیم ساعته از سرتیپ رجب زاده در این روز خبر داده بود.
عبدالحسین ناصری، مخبر کمیسیون امنیت داخلی و امور شوراهای مجلس، در گفتگو با خبرگزاری فارس در ۱۹ دی ۱۳۸۸ خواستار برخورد با یکی از مسئولان قضایی (بدون ذکر نام) به خاطر احضار عزیزالله رجب زاده شد.
ناصری اظهار داشت: «اگر خواهان آرامش هستیم باید جلوی اغتشاشات را بگیریم و حافظان امنیت را تقویت کنیم، اما متأسفانه در روز عاشورا دستگاه قضایی سردار رجب زاده فرمانده انتظامی تهران بزرگ که باید نیروهای میدانی خود را در برخورد با هنجارشکنان ساماندهی می‌کرد، احضار و دو ساعت و نیم معطل می‌کند».
در پی این اظهار نظر، واکنشی از سوی قوه قضائیه یا دیگر نهادهای مسئول در ارتباط با «احضار» فرمانده وقت پلیس تهران منتشر نشد.
یک روز بعد از عاشورا (۶ دی ۱۳۸۸)، فرماندهی نیروی انتظامی تهران بزرگ با صدور اطلاعیه‌ای به مجروح شدن عزیزالله رجب زاده و تعدادی از نیروهایش در جریان اعتراضات این روز اشاره کرد.
این اطلاعیه تصریح داشت: «فرماندهی نیروی انتظامی تهران بزرگ با حضور در صحنه و از طریق گفتگو، تلاش به برقراری نظم و آرامش و حفظ حرمت این روز عزیز و تسهیل عزاداری مردم نمودند که با هجوم و پرتاب اشیاء از سوی فتنه گران، وی و تعدادی از مأموران نیروی انتظامی مجروح و مصدوم گردیدند».
سه هفته بعد، عزیزالله رجب زاده در مصاحبه با خبرگزاری ایسنا، با متهم کردن تظاهرکنندگان به خشونت گفت که آنان «پلیس راکه تا آن روز از خود خویشتن‌داری نشان داده بود مورد تعرض قرار دادند» و افزود: «بالاخره چند سنگی هم ما خوردیم».
رجب زاده در پاسخ به این سؤال که «آیا افرادی که اقدام به ضرب و جرح شما کرده بودند، از سوی پلیس دستگیر یا شناسایی شدند یا شما در این رابطه شکایتی کرده‌اید»، گفته بود: «من مطرح نیستم و در این رابطه شکایتی نکرده‌ام».
او هم چنین از متهمان حمله به کوی دانشگاه تهران (۲۵ خرداد ۱۳۸۸) است.
رجب زاده در اسفند ماه ۱۳۸۸ جای خود را به حسین ساجدی نیا داد. او در ۲۰ مهر ۱۳۸۷ به جای احمدرضا رادان به فرماندهی پلیس پایتخت منصوب شده بود.
این انتصاب بعد از آن صورت گرفت که رادان، به سمت جانشین فرماندهی نیروی انتظامی منصوب شد.

## بازداشتگاه کهریزک
رای دادگاه حوادث بازداشتگاه کهریزک در ۱۴ دی ۱۳۸۹ (۴ ژانویه ۲۰۱۱) در جرس منتشر شد، حاکی از تبرئه سرتیپ عزیزالله رجب‌زاده، در ارتباط با پرونده این بازداشتگاه بود.
تبرئه فرمانده وقت نیروی انتظامی تهران بزرگ در حالی صورت گرفت که بازداشتگاه کهریزک، که محل نگهداری تعدادی از معترضان به نتایج اعلام شده انتخابات ریاست جمهوری دهم بود، زیر نظر نیروی انتظامی قرار داشته‌است.
قوه قضائیه ایران، به قتل رسیدن سه نفر از بازداشت شدگان کهریزک به نام‌های محمد کامرانی، امیر جوادی فر و محسن روح الامینی در اثر بدرفتاری مأموران را تأیید کرده‌است. رامین قهرمانی، یکی دیگر از زندانیان کهریزک نیز، بعد از آزادی بر اثر آسیب‌های ناشی از شکنجه‌های دوران بازداشت خود در گذشت.
در رأی دادگاه، ضمن اعلام تبرئه یک نفر از متهمان یعنی عزیزالله رجب زاده، برای ۱۱ متهم دیگر قرار مجرمیت صادر شده‌است. رأی صادره برای مجموع ۱۱ متهم بازداشتگاه کهریزک، ۱۴ سال و ۷ ماه و ۳ روز حبس، ۲ میلیون و ۸۰۰ هزار تومان جزای نقدی، ۴ سال و ۶ ماه انفصال موقت از خدمات دولتی، ۳۹۱ ضربه شلاق و ۱ و ۸ صدم دیه انسان کامل است.
به نوشته جرس، عزیزالله رجب زاده در بخشی از دفاعیات خود در دادگاه که منجر به تبرئه او شده، از دستور سعید مرتضوی برای کتمان علت مرگ کشته شدگان بازداشتگاه و نسبت دادن مرگ‌ها به بیماری مننژیت سخن گفته‌است.
رجب زاده گفته‌است: "یکی از اتهام‌های من آمریت در گزارش خلاف در خصوص موضوع مننژیت است. ای کاش آقای مرتضوی هم به عنوان مطلع این‌جا می‌آمد تا روشن می‌شد که کجای کار من اَمریت بوده‌است؟ ... آقای مرتضوی را در جلسه دیدم به من گفت که آقای فلاح [معاون بازداشتگاه] پیش من بیاید با او کار دارم. من هم به دفترم اعلام کردم که فلاح نزد مرتضوی برود. به ما چه مربوط است که علت مرگ مننژیت باشد یا چیز دیگر؟"
رجب‌زاده در شهریور ۱۳۸۸ دربارهٔ افراد دستگیر شده تظاهرات جنبش سبز در ۱۸ تیر ۱۳۸۸ گفت: هیچ فرد بازداشت شده‌ای در کهریزک بدون حکم قضایی وارد و خارج نشده‌است و تمامی این افراد حکم قضایی داشته‌اند و کسی در کهریزک کشته نشده‌است
پس از انتشار اظهارات رجب زاده در مورد کشته نشدن کسی در بازداشتگاه کهریزک، صالح نیکبخت وکیل دادگستری و سخنگوی انجمن دفاع از حقوق زندانیان، ضمن تأکید بر اینکه آقای رجب زاده در چنین مواردی باید سعی کنند مستند و قانونی سخن بگویند، به سرمایه گفت: غیر از اینکه سخنگوی انجمن دفاع از حقوق زندانیان هستم، وکیل پدر امیر جوادی فر که در آسایشگاه کهریزک فوت یا کشته شده نیز هستم.

## تحریم اتحادیه اروپا
در ۲۳ فروردین ۱۳۹۰، اتحادیه اروپا، عزیزالله رجب‌زاده را به دلیل نقض گسترده و شدید حقوق شهروندان ایرانی تحریم کرد. 
بر اساس بیانیه اتحادیه اروپا، عزیزالله رجب‌زاده به عنوان فرمانده نیروهای انتظامی تهران بزرگ، عزیزالله رجب‌زاده بلندپایه ترین مقامی است که به جنایت در بازداشتگاه کهریزک متهم شده است.

## سازمان پیشگیری و مدیریت بحران شهر تهران
محمدباقر قالیباف در اسفند ماه ۱۳۸۸ در حکمی رجب‌زاده را به سمت رئیس سازمان پیشگیری و مدیریت بحران شهر تهران منصوب کرد و او تا اسفند ۱۳۹۲ ریاست آن سازمان را برعهده داشت.